# Династия: За кулисами секса, алчности и интриг
«Династия: За кулисами секса, алчности и интриг» (англ. Dynasty: The Making Of A Guilty Pleasure) — американский телефильм 2005 года, основанный на истории создания знаменитого телесериала 1980-х годов «Династия». Премьера фильма состоялась 2 января 2005 года на канале ABC.

## Сюжет
В фильме представлена выдуманная история создания знаменитого сериала «Династия». Мало кто подозревает, что все интриги шоу ни в какое сравнение не идут с тем, что происходит на съёмочной площадке.

## В ролях
Хотя съёмками занималась американская компания, большая их часть проходила в Австралии, и основная часть актёров была с «зелёного континента».
Актёры сериала:
- Бартоломью Джон — Джон Форсайт
- Мелора Хардин — Линда Эванс
- Элис Криге — Джоан Коллинз
- Рэл Хант — Эл Корли
- Холли Брисли — Хизер Локлир
- Джон Грегг — Ллойд Бочнер
- Рори Уилльямсон — Майкл Нэйдер
- Рейчел Тэйлор — Кэтрин Оксенберг
- Роберт Колби — Рок Хадсон

Съёмочная группа и другие персонажи:
- Памела Рид — Эстер Шапиро
- Джон Терри — Винс Питерсон
- Ритчи Сингер — Ричард Шапиро
- Николас Хэммонд — Аарон Спеллинг
- Джон Аткинсон — Лес Макровиц
- Анна Ли — Кэнди Спеллинг
- Джулиан Гарнер — Питер Холм
- Филлип Хинтон — Леонард Голденсон
- Фелисити Прайс — Дотти
- Трой Плэнет — Лу
- Ник Цаконас — Янни

## Критика
Как заявлено в самом фильме, большая часть событий является выдуманной, в том числе и добавленные сюжетные линии самого сериала «Династия». Как бы там ни было, картина получила смешанные отзывы из-за содержания и исторических неточностей, и разнесена в пух и прах тремя главными звёздами шоу в различных официальных заявлениях — Джоном Форсайтом, Линдой Эванс и Джоан Коллинз.
The New York Times назвал фильм «забавным» и «куда более сатирическим, нежели себе можно представить», «с несколькими драматичным моментами, которые не выглядят наигранными».